# Luis Arcadio García
Luis Arcadio García Bañuelos (Sinaloa, 25 de marzo de 1993) es un futbolista mexicano  que se desempeña en la demarcación de delantero en el Club Puebla de la Primera División de México.

## Trayectoria
Debutó el sábado 26 de febrero de 2011, en el partido de Pachuca vs Club San Luis. Tuvo participación con los tuzos hasta 2012.
En 2012 fue prestado a Murciélagos, y luego se fue a una filial del Grupo Pachuca, Linces de Tlaxcala. En ese año con ellos logró el campeonato pero no logró ascender, luego de la mudanza de Linces, se quedó en la entidad, pero ahora con Tlaxcala Fútbol Club.
A mediados del 2015 llega a Pioneros de Cancún, logrando un gran desempeño, y en 2016 regreso a Murciélagos Fútbol Club.
Pasó por Loros y Alebrijes pero donde tuvo su despunte fue en Atlante, volviéndose pieza importante para conseguir el subcampeonato del torneo Guardianes 2020 de la Liga de Expansión.
Para el Apertura 2021 llega al Necaxa, donde tuvo regularidad pero no fue titular del todo. Logró anotar 4 goles en 22 partidos.
El 8 de junio de 2022 se anunció su llegada al Puebla FC.

## Clubes
| Club                    | País   | Año             |
| ----------------------- | ------ | --------------- |
| Club de Fútbol Pachuca  | México | 2011 - 2012     |
| Murciélagos Fútbol Club | México | 2012 - 2013     |
| Linces de Tlaxcala      | México | 2013 - 2014     |
| Tlaxcala Fútbol Club    | México | 2014 - 2015     |
| Pioneros de Cancún      | México | 2015 - 2016     |
| Murciélagos Fútbol Club | México | 2016 - 2017     |
| Loros de Colima         | México | 2017 - 2019     |
| Alebrijes de Oaxaca     | México | 2020 - 2020     |
| Atlante Fútbol Club     | México | 2020 - 2021     |
| Club Necaxa             | México | 2021 - 2022     |
| Club Puebla             | México | 2022 - presente |